# Heimatschuss
Als Heimatschuss wird im Soldatenjargon (besonders im Zweiten Weltkrieg) eine schwerwiegende Verletzung bezeichnet, die nur in der Heimat behandelt werden kann oder deren körperliche oder seelische Folgen eine Wehruntauglichkeit und damit Ausmusterung nach sich ziehen. Eine solche Verletzung sollte idealerweise schwer genug sein, um nicht mehr an der Front verwendet zu werden, aber andererseits keine ernsthafte dauerhafte Behinderung zur Folge haben.
Der Begriff des Heimatschusses war bereits im Ersten Weltkrieg verbreitet. Besonders zum Ende des Krieges hin war der Wunsch nach einer derartigen Verletzung unter den Frontsoldaten verbreitet, da eine Rückkehr zur Familie selbst mit langfristigen Verletzungsfolgen oft erstrebenswerter erschien als der stets tödliche Risiken bergende Fronteinsatz. Im Bild vom heldenhaften Soldaten, das während der Weimarer Republik gepflegt wurde, wurde dies allerdings negiert – auch von den Frontsoldaten selbst, da diese Wünsche nach Heimatschüssen als wenig ehrbar galten.
In vielen Fällen verletzten sich Soldaten auch selbst, um eine Verlegung in die Heimat zu erreichen. In diesem Fall spricht man von Selbstverstümmelung.
Das Thema Heimatschuss wurde durch Heinrich Böll in der Kurzgeschichte Die Verwundung thematisiert.